# Nio Inc.
Nio Inc., стилізовано як NIO (кит.: 蔚来; піньїнь: Wèilái) — китайський виробник автомобілів зі штаб-квартирою в Шанхаї, що спеціалізується на проектуванні та розробці електромобілів. Компанія також бере участь у чемпіонаті FIA Формула E, першій одномісній, повністю електричній гоночній серії.